# Glochidion kerrii
Glochidion kerrii är en emblikaväxtart som beskrevs av William Grant Craib. Glochidion kerrii ingår i släktet Glochidion och familjen emblikaväxter. Inga underarter finns listade i Catalogue of Life.